# Altura (astronomia)

Sistema horizontal de coordenadas. Altura a verde

Em astronomia, a altura ou elevação de um ponto da esfera celeste é a distância angular entre esse ponto e o plano do horizonte astronómico, medida ao longo da vertical que passa pelo ponto. É uma das coordenadas horizontais do sistema de coordenadas celestes. Sendo as coordenadas horizontais um sistema bidimensional, o azimute é a outra coordenada que completa a localização de um ponto. Enquanto  o azimute informa a localização em relação a um ponto na linha do horizonte, a elevação completa a informação dizendo a que distância vertical do horizonte o objeto está. 
A altura tem um valor compreendido entre 0° (horizonte) e 90° (zénite). Se o ponto se encontra abaixo do horizonte, o ângulo toma um valor negativo. Também pode ser referida usando a forma complementar em termos de distância ao zénite. Neste caso, tem-se o zénite com 0°, o horizonte a 90° e o nadir a 180°.
Como nosso planeta está em constante movimento, precisamos ainda da data da observação e da localização do observador para situar um ponto na abóbada celeste.
Os satélites artificiais geoestacionários possuem a conveniência de se poder ajustar a direção de uma antena parabólica para uma coordenada horizontal (azimute e elevação) fixa.